# Suriname International
Die Suriname International sind im Badminton die offenen internationalen Meisterschaften von Suriname. Sie werden seit dem Jahr 1998 ausgetragen und sollten jährlich stattfinden. Es dauerte jedoch 10 Jahre, bevor eine zweite Auflage gestartet werden konnte.

## Turniergewinner
| Saison    | Herreneinzel      | Dameneinzel       | Herrendoppel                            | Damendoppel                           | Mixed                                                        |
| --------- | ----------------- | ----------------- | --------------------------------------- | ------------------------------------- | ------------------------------------------------------------ |
| 1998      | Oscar Brandon     | Denyse Julien     | Brent Olynyk Iain Sydie                 | Denyse Julien Charmaine Reid          | Iain Sydie Denyse Julien                                     |
| 1999 2007 | nicht ausgetragen | nicht ausgetragen | nicht ausgetragen                       | nicht ausgetragen                     | nicht ausgetragen                                            |
| 2008      | Virgil Soeroredjo | Shari Watson      | Virgil Soeroredjo Mitchel Wongsodikromo | Daniële Melchiot Nathalie Haynes      | Virgil Soeroredjo Nathalie Haynes                            |
| 2009      | Virgil Soeroredjo | Daniële Melchiot  | Virgil Soeroredjo Mitchel Wongsodikromo | Daniële Melchiot Priscille Tjitrodipo | Mitchel Wongsodikromo Priscille Tjitrodipo                   |
| 2010      | Kevin Cordón      | Cristina Aicardi  | Kevin Cordón Rodolfo Ramírez            | Cristina Aicardi Alejandra Monteverde | Virgil Soeroredjo Mireille van Daal                          |
| 2011      | Pedro Martins     | Neslihan Yiğit    | Virgil Soeroredjo Mitchel Wongsodikromo | Özge Bayrak Neslihan Yiğit            | Hugo Arthuso Fabiana Silva                                   |
| 2012      | Misha Zilberman   | Patty Stolzenbach | Humblers Heymard Anibal Marroquín       | Crystal Leefmans Priscille Tjitrodipo | Mitchel Wongsodikromo Crystal Leefmans                       |
| 2013      | Osleni Guerrero   | Solángel Guzmán   | Dave Khodabux Joris van Soerland        | Crystal Leefmans Priscille Tjitrodipo | Dave Khodabux Elisa Piek                                     |
| 2014      | Osleni Guerrero   | Daniela Macías    | Mario Cuba Martín del Valle             | Katherine Winder Luz María Zornoza    | Mario Cuba Katherine Winder                                  |
| 2015      | Osleni Guerrero   | Telma Santos      | Job Castillo Lino Muñoz                 | Haramara Gaitan Sabrina Solis         | Jonathan Persson Ana Paula Campos                            |
| 2016      | Misha Zilberman   | Solángel Guzmán   | Cory Fanus Dakeil Thorpe                | Solángel Guzmán Jada Renales          | Misha Zilberman Svetlana Zilberman                           |
| 2017      | Brian Yang        | Tahimara Oropeza  | Dennis Coke Samuel Ricketts             | Monyata Riviera Tamisha Williams      | Leodannis Martínez Tahimara Oropeza                          |
| 2018      | Kevin Cordón      | Lianne Tan        | Dennis Coke Anthony McNee               | Daniela Macías Dánica Nishimura       | Cesar Adonis Brito González Bermary Altagracia Polanco Muñoz |
| 2019      | Brian Yang        | Haramara Gaitan   | Mitchel Wongsodikromo Danny Chen        | Daniela Macías Dánica Nishimura       | Shae Michael Martin Sabrina Scott                            |
| 2020 2022 | nicht ausgetragen | nicht ausgetragen | nicht ausgetragen                       | nicht ausgetragen                     | nicht ausgetragen                                            |
| 2023      | Uriel Canjura     | Haramara Gaitan   | Sören Opti Mitchel Wongsodikromo        | Haramara Gaitan Sabrina Solis         | Mitchel Wongsodikromo Drean Loriane                          |
| 2024      | Misha Zilberman   | Inés Castillo     | Sören Opti Mitchel Wongsodikromo        | Inés Castillo Namie Miyahira          | Christopher Martínez Diana Corleto Soto                      |